# Sant Sarnin (Ardecha)
Sant Sernin (en francès Saint-Sernin) és un municipi francès situat al departament de l'Ardecha i a la regió d'Alvèrnia-Roine-Alps. L'any 2007 tenia 1.453 habitants.

## Demografia

### Població
El 2007 la població de fet de Saint-Sernin era de 1.453 persones. Hi havia 544 famílies de les quals 132 eren unipersonals (52 homes vivint sols i 80 dones vivint soles), 160 parelles sense fills, 208 parelles amb fills i 44 famílies monoparentals amb fills.
La població ha evolucionat segons el següent gràfic:
Habitants censats

### Habitatges
El 2007 hi havia 619 habitatges, 544 eren l'habitatge principal de la família, 38 eren segones residències i 37 estaven desocupats. 560 eren cases i 56 eren apartaments. Dels 544 habitatges principals, 395 estaven ocupats pels seus propietaris, 127 estaven llogats i ocupats pels llogaters i 22 estaven cedits a títol gratuït; 1 tenia una cambra, 32 en tenien dues, 58 en tenien tres, 176 en tenien quatre i 277 en tenien cinc o més. 471 habitatges disposaven pel capbaix d'una plaça de pàrquing. A 212 habitatges hi havia un automòbil i a 297 n'hi havia dos o més.

### Piràmide de població
La piràmide de població per edats i sexe el 2009 era:
| Homes | Edats   | Dones |
| ----- | ------- | ----- |
| 0     | 95 o +  | 0     |
| 0     | 90 a 94 | 4     |
| 8     | 85 a 89 | 4     |
| 8     | 80 a 84 | 4     |
| 24    | 75 a 79 | 28    |
| 36    | 70 a 74 | 16    |
| 28    | 65 a 69 | 32    |
| 8     | 60 a 64 | 12    |
| 20    | 55 a 59 | 28    |
| 60    | 50 a 54 | 36    |
| 36    | 45 a 49 | 36    |
| 24    | 40 a 44 | 48    |
| 56    | 35 a 39 | 64    |
| 40    | 30 a 34 | 48    |
| 24    | 25 a 29 | 52    |
| 8     | 20 a 24 | 8     |
| 56    | 15 a 19 | 20    |
| 48    | 10 a 14 | 48    |
| 40    | 5 a 9   | 36    |
| 28    | 0 a 4   | 60    |

## Economia
El 2007 la població en edat de treballar era de 908 persones, 654 eren actives i 254 eren inactives. De les 654 persones actives 576 estaven ocupades (289 homes i 287 dones) i 78 estaven aturades (36 homes i 42 dones). De les 254 persones inactives 104 estaven jubilades, 72 estaven estudiant i 78 estaven classificades com a «altres inactius».

### Ingressos
El 2009 a Saint-Sernin hi havia 556 unitats fiscals que integraven 1.437,5 persones, la mediana anual d'ingressos fiscals per persona era de 17.315 €.

### Activitats econòmiques
Dels 67 establiments que hi havia el 2007, 1 era d'una empresa alimentària, 3 d'empreses de fabricació de material elèctric, 1 d'una empresa de fabricació d'altres productes industrials, 17 d'empreses de construcció, 18 d'empreses de comerç i reparació d'automòbils, 3 d'empreses de transport, 2 d'empreses d'hostatgeria i restauració, 2 d'empreses d'informació i comunicació, 3 d'empreses financeres, 4 d'empreses immobiliàries, 6 d'empreses de serveis, 2 d'entitats de l'administració pública i 5 d'empreses classificades com a «altres activitats de serveis».
Dels 22 establiments de servei als particulars que hi havia el 2009, 1 era una oficina de correu, 1 taller de reparació d'automòbils i de material agrícola, 1 establiment de lloguer de cotxes, 7 paletes, 5 guixaires pintors, 2 lampisteries, 2 perruqueries, 2 restaurants i 1 saló de bellesa.
Dels 5 establiments comercials que hi havia el 2009, 1 era una botiga de menys de 120 m², 1 una fleca, 1 una botiga de congelats i 2 botigues de mobles.
L'any 2000 a Saint-Sernin hi havia 25 explotacions agrícoles que ocupaven un total de 60 hectàrees.

## Equipaments sanitaris i escolars
El 2009 hi havia una escola elemental.

## Poblacions properes
El següent diagrama mostra les poblacions més properes.